# Epifytische vegetatie
Epifytische vegetatie of epifytenvegetatie is een vegetatietype dat volledig is opgebouwd uit epifyten. Het betreft altijd microvegetatie die andere planten (de 'gastplanten') als substraat gebruiken. De gastplanten kunnen zelf ook vegetatie zijn, zoals bijvoorbeeld een struweel- of bosgemeenschap; maar ook kan het niet-spontane begroeiingen betreffen (aanplant of inzaai). Tevens komt epifytische vegetatie ook veelvuldig voor op gastplanten die geen onderdeel van een begroeiing uitmaken, zoals solitaire bomen.

## Symmorfologie
Epifytische vegetatie is bestaat in de regel alleen uit een moslaag en een kruidlaag. In de gematigde en subtropische streken zijn epifytische vegetatietypen met een 'echte' kruidlaag zeldzaam; de maretak-klasse is in deze streken het enige voorbeeld van een algemener voorkomende groep van epifytenvegetatie met een kruidlaag. In de tropen bijvoorbeeld, is epifytenvegetatie met een kruidlaag zeer algemeen.

## Syntaxonomie
De in Nederland en Vlaanderen voorkomende epifytische vegetatie wordt syntaxonomisch onderverdeeld in een zevental vegetatieklassen.
- kringmos-klasse (Neckeretea)
- maretak-klasse (Viscetea albi)
- schorsmos-klasse (Hypogymnietea)
- klasse van haarmutsen en vingermossen (Orthotricho-Physcietea)
- boomspijkertjes-klasse (Calicio-Chrysotrichetea)
- druppelkorst-klasse (Fellhaneretea)
- schriftmos-klasse (Arthonio-Lecidelletea)

## Fotogalerij

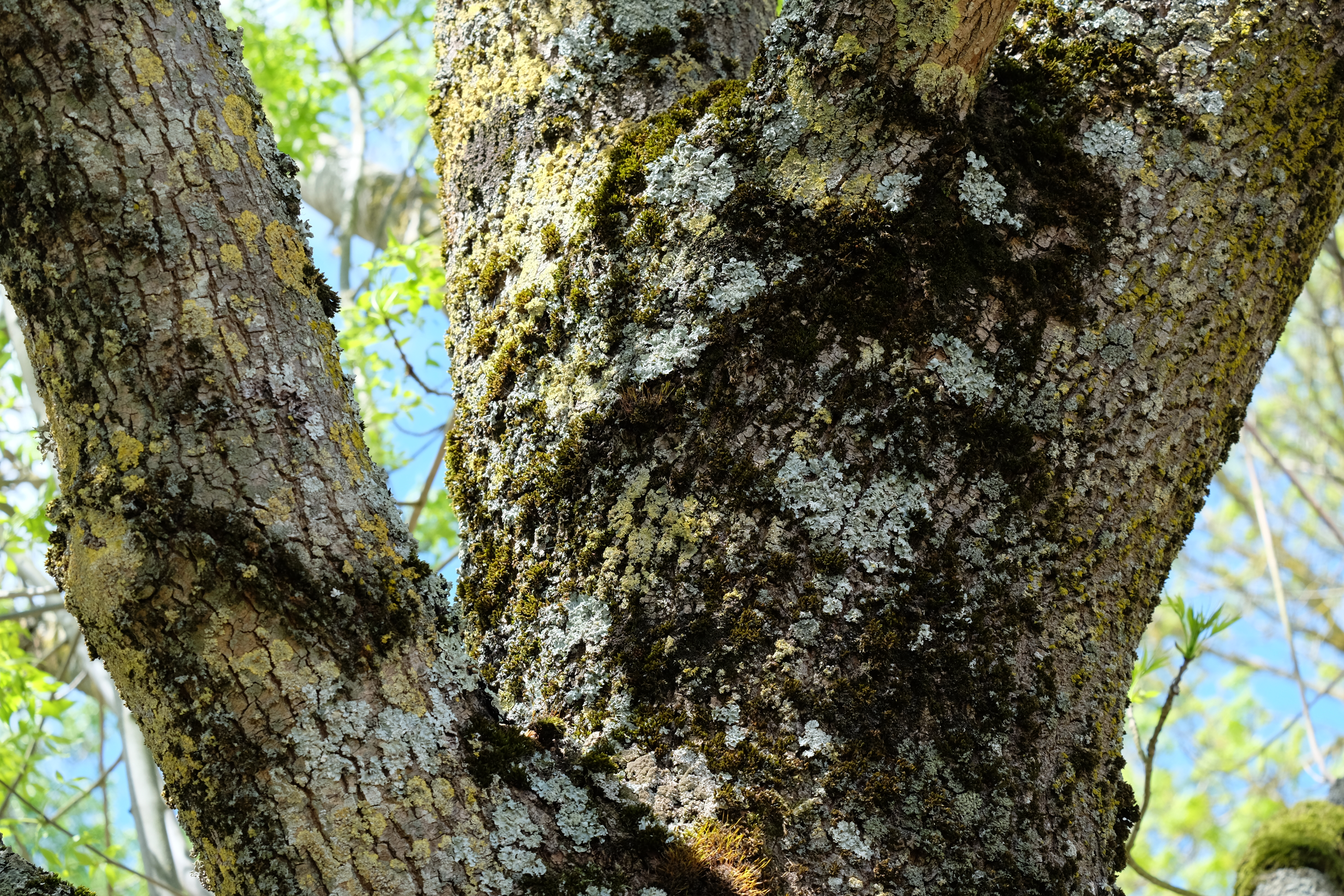
Vegetatieaspect van de boomsterretje-associatie
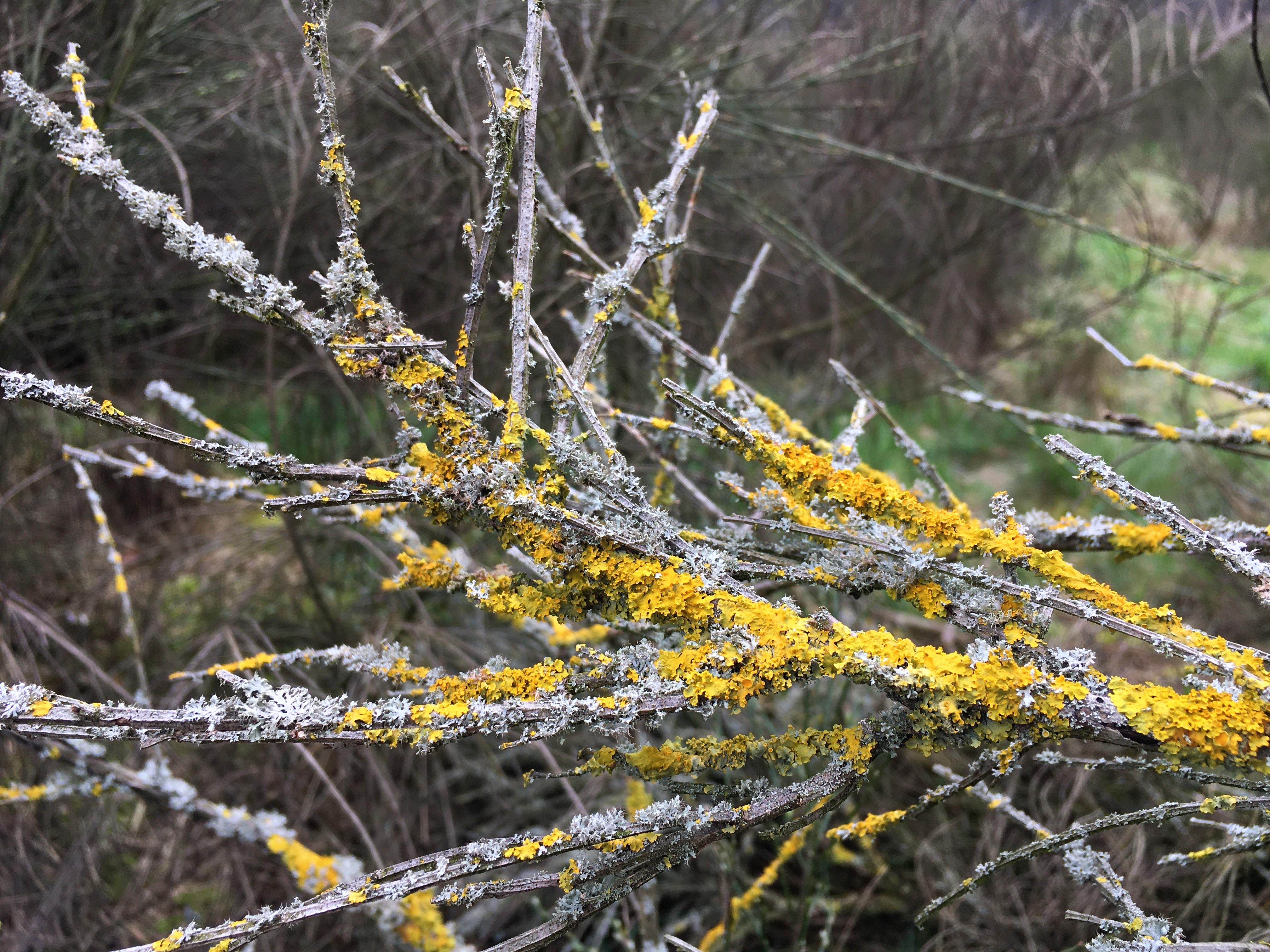
De kapjesvingermos-associatie
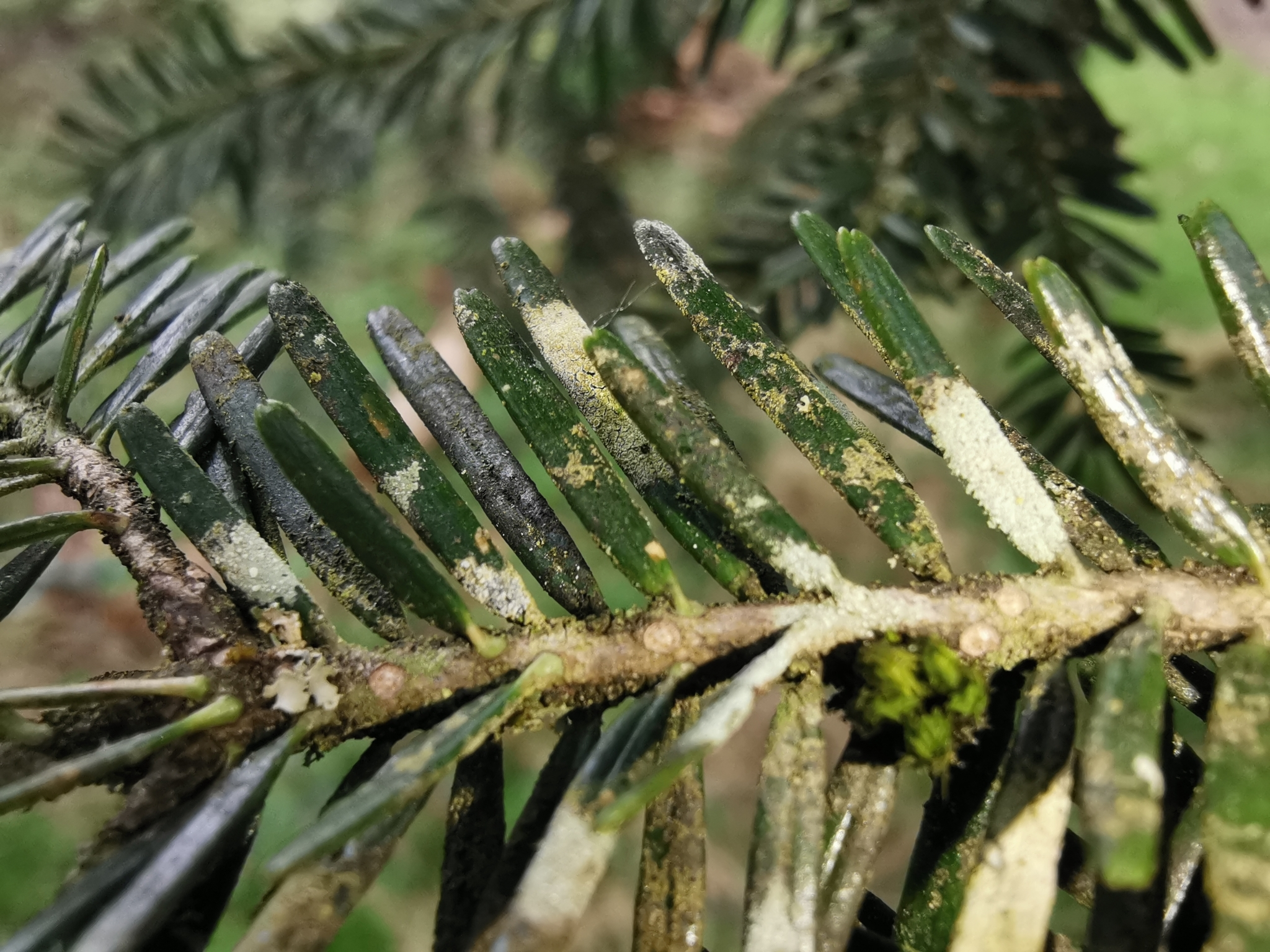
Close-up van de twijgdruppelkorst-associatie